# Jeffrey D. Ullman
Jeffrey D. Ullman, född 22 november 1942, amerikansk datavetare känd för sina bidrag till forskningen kring database, beräkningskomplexitet och datastrukturer vilka har nått status av standard i sina respektive områden. Hans bok om kompilatorteori, drakboken (döpt efter omslaget), är en av datavetenskapens klassiker.

## Biografi
Ullman inledde sina studier vid Columbia University där han tog sin kandidatexamen i matematik 1963. Han studerade vidare vid Princeton University och tog sin doktorsexamen 1966. Efter Princeton arbetade han många år vid Bell Labs innan han återvände till den akademiska världen och blev professor vid Princeton, en post han innehade mellan åren 1969-79. Ullman har sedan 1979 varit professor vid Stanford University och är sedan 2003 professor emeritus.

## Forskning
Ullmans forskning är till stor del koncentrerad kring datastrukturer, parallellisering, databaser och kompilatorer.
Han är även välkänd för sitt engagemang i sina studenters arbete, Ullman var bland annat handledare till Sergey Brin. År 2000 tilldelades Ullman Knuthpriset för sina bidrag till datavetenskapen och 1994 valdes han in som fellow i Association for Computing Machinery. Han har författat 16 böcker och över 170 vetenskapliga artiklar

## Publikationer

### Böcker
- Database Systems: The Complete Book (med H. Garcia-Molina och J. Widom), Prentice-Hall, Englewood Cliffs, NJ, 2002.
- Introduction to Automata Theory, Languages, and Computation, (med J. E. Hopcroft and R. Motwani), Addison-Wesley, Reading MA, 1969, 1979, 2000.
- Elements of ML Programming, Prentice-Hall, Englewood Cliffs, NJ, 1993, 1998.
- A First Course in Database Systems (med J. Widom), Prentice-Hall, Englewood Cliffs, NJ, 1997, 2002.
- Foundations of Computer Science (med A. V. Aho), Computer Science Press, New York, 1992.C edition, 1994.
- Principles of Database and Knowledge-Base Systems (två volymer), Computer Science Press, New York, 1988, 1989.
- Compilers: Principles, Techniques, and Tools (med A. V. Aho och R. Sethi), Addison-Wesley, Reading MA, 1977, 1986.
- Computational Aspects of VLSI, Computer Science Press, 1984
- Data Structures and Algorithms (med A. V. Aho and J. E. Hopcroft), Addison-Wesley, Reading MA, 1983.
- The Design and Analysis of Computer Algorithms (med A. V. Aho och J. E. Hopcroft), Addison-Wesley, Reading MA, 1974.
- Fundamental Concepts of Programming Systems, Addison-Wesley, Reading MA, 1976.